# Наташа Матаушић
Наташа Матаушић (1956) је хрватска историчарка.

## Биографија
Основну школу и гимназију завршила је у Загребу и дипломирала историју и археологију на Филозофском факултету Свеучилишта у Загребу. Од 1984. године кустос је Збирке фотографија, филмова и негатива Музеја револуције народа Хрватске, односно од 1991. године Хрватског повијесног музеја. Од 1999. године  била је председница Управног савета Спомен-подручја Јасеновац.
Током Рата у Хрватској организовала је десетак фотографских изложби о ратним разарањима и страдањима у Хрватској. Ауторка је изложбе и каталога изложбе: Фотографски записи Хрватског антифашистичког покрета (Загреб, 1995), Сва сила пут Виса (Вис, 1996), Ка Завичајном музеју отока Вис (Вис, 1999), Спомен-подручје Јасеновац 1968-1999. (Јасеновац, 1999), Пробој логораша, 22.4.1945. (Јасеновац, 2000), Битка код Батине (Батина, 2001), Почеци логорског система Концентрациони логор Јасеновац, август 1941 - фебруар 1942 (Јасеновац, 2002). У децембру 2007. била је ауторка је концепта изложбе у Хрватском повијесном музеју у Загребу, Ел Шат - Збјег из Хрватске у пустињи Синаја, Египат (1944-1946).   Стручни је сарадник на више изложби из савремене историје. Објављује чланке из области музеологије у стручним музејским часописима.

## Дела
- Јасеновац 1941 - 1945. године Логор смрти и радни логор, Јавна установа Спомен-подручје Јасеновац, Јасеновац-Загреб, 2003.
- Фотомонографија Јасеновца, Спомен подручје Јасеновац, Загреб, 2008.
- Јасеновац: кратка историја, Спомен-подручје Јасеновац, Јасеновац, 2011. (превод на енглески: Јанет Берковић) [3]
- Жене у логорима НДХ, САБА РХ, Загреб, 2013.